# Dub (Prachaticei járás)
Dub mezőváros (městys) Csehország Dél-csehországi kerületének Prachaticei járásában. Területe 14,5 km², lakosainak száma 426 (2009. 12. 31.). A falu Prachaticétől mintegy 10 km-re északra, České Budějovicétől 37 km-re nyugatra, és Prágától 114 km-re délre fekszik.
A település első írásos említése 1274-ből származik. 1869. október 29-én I. Ferenc József is meglátogatta a települést. 2006. október 10-e óta a település rangja mezőváros.
A városban posta, iskola, rendőrőrs és egészségügyi központ van.

## Az önkormányzathoz tartozó települések
- Dub
- Borčice
- Dubská Lhota
- Dvorec
- Javornice

## Nevezetességek
- Vár
- Szent Apostol templom (1787)

## Népesség
A település népessége az elmúlt években az alábbi módon változott:
| Lakosok száma | 1191 | 1053 | 1039 | 563  | 435  | 398  | 380  | 393  | 385  | 436  |
|               | 1869 | 1890 | 1921 | 1950 | 1980 | 2001 | 2017 | 2019 | 2022 | 2024 |